# Charles Barizel
Charles Barizel est un bassoniste et pédagogue français, né le 3 janvier 1788 à Merville (Nord) et mort dans la même ville le 25 mai 1850.

## Biographie
Dominique-Charles-Joseph Barizel naît le 3 janvier 1788 à Merville,.  
Il s'initie à la musique en autodidacte puis étudie au Conservatoire de Paris, où il obtient en 1807 un premier prix de basson dans la classe de Delcambre,.  
Reçu chef de musique militaire, il fait la campagne d'Espagne en 1808 et est retenu prisonnier durant trois ans. À son retour en France, il devient chef de musique d'un régiment de la Garde impériale, participe à la campagne de Russie en 1812, à la campagne de Saxe en 1813, puis à la campagne de France en 1814.  
Cette même année, il entre à l'orchestre de l'Opéra de Paris. De retour à la vie civile, il est aussi premier basson de la Chapelle du roi sous la Restauration puis intègre la musique particulière de Louis-Philippe en 1831.  
Par décret du 19 février 1835, il est fait chevalier de la Légion d'honneur.  
En 1839, il succède à François-René Gebauer et devient professeur de la classe de basson du Conservatoire de Paris, poste qu'il quittera en 1848,.   
Retiré en sa ville natale de Merville pour raisons de santé, il y meurt le 25 mai 1850,.  
Si Fétis ne signale aucune œuvre publiée de Barizel, plusieurs de ses compositions pour basson ont été utilisées comme morceau de concours du Conservatoire de Paris entre 1841 et 1846, notamment sous le titre de concerto.  